# Max Borenstein
Pour les articles homonymes, voir Borenstein.
Max Borenstein est un réalisateur et scénariste américain. Il est l'un des principaux membres de l'équipe de scénaristes du MonsterVerse du studio de production Legendary Pictures, projet cinématographique réutilisant les figures de Godzilla et King Kong.

## Biographie
Il a été étudiant à l'Université Yale.

## Filmographie

### Comme réalisateur
- 2003 : Swordswallowers and Thin Men[3]

### Comme scénariste
- 2003 : Swordswallowers and Thin Men
- 2014 : Godzilla
- 2014 : Minority Report (série télévisée)
- 2017 : Kong: Skull Island
- 2019 : Godzilla 2 : Roi des monstres
- 2020 : Godzilla vs Kong
- 2022 : Hypnotic de Robert Rodriguez